# Jouars-Pontchartrain
Jouars-Pontchartrain est une commune française située dans le département des Yvelines, en région Île-de-France.

## Géographie

### Description
La commune de Jouars-Pontchartrain se situe à 35 km à l'ouest de Paris, à 18 km à l'ouest de Versailles et 22 km de Rambouillet, sur un contrefort qui délimite l'extrémité ouest de la plaine de Versailles et au pied duquel commence la plaine de Montfort-l'Amaury.

### Communes limitrophes
Les communes limitrophes sont  Coignières, Le Tremblay-sur-Mauldre, Maurepas, Neauphle-le-Château, Neauphle-le-Vieux, Plaisir, Saint-Rémy-l'Honoré, Villiers-Saint-Frédéric et Élancourt.

### Hydrographie
Son territoire est irrigué par la Mauldre dont le cours orienté sud-nord suit la limite est de la commune et reçoit dans le parc du château le ru d'Élancourt, dont une dérivation alimente son étang. Ce ru, orienté est-ouest, est grossi un peu en amont par le ru de Maurepas qui le rejoint à Chennevières.

### Climat
Pour des articles plus généraux, voir Climat de l'Île-de-France et Climat des Yvelines.
En 2010, le climat de la commune est de type climat océanique dégradé des plaines du Centre et du Nord, selon une étude du CNRS s'appuyant sur une série de données couvrant la période 1971-2000. En 2020, Météo-France publie une typologie des climats de la France métropolitaine dans laquelle la commune est dans une zone de transition entre le climat océanique et le climat océanique altéré et est dans la région climatique  Sud-ouest du bassin Parisien, caractérisée par une faible pluviométrie, notamment au printemps (120 à 150 mm) et un hiver froid (3,5 °C). 
Pour la période 1971-2000, la température annuelle moyenne est de 11 °C, avec une amplitude thermique annuelle de 14,8 °C. Le cumul annuel moyen de précipitations est de 685 mm, avec 11,3 jours de précipitations en janvier et 8,1 jours en juillet. Pour la période 1991-2020, la température moyenne annuelle observée sur la station météorologique la plus proche, située sur la commune de Trappes à 8 km à vol d'oiseau, est de 11,6 °C et le cumul annuel moyen de précipitations est de 686,3 mm,. Pour l'avenir, les paramètres climatiques de la commune estimés pour 2050 selon différents scénarios d'émission de gaz à effet de serre sont consultables sur un site dédié publié par Météo-France en novembre 2022.

## Urbanisme

### Typologie
Au 1er janvier 2024, Jouars-Pontchartrain est catégorisée ceinture urbaine, selon la nouvelle grille communale de densité à sept niveaux définie par l'Insee en 2022.
Elle appartient à l'unité urbaine de Paris, une agglomération inter-départementale regroupant 407  communes, dont elle est une commune de la banlieue,,. Par ailleurs la commune fait partie de l'aire d'attraction de Paris, dont elle est une commune de la couronne,. Cette aire regroupe 1 929 communes,.

### Occupation des sols

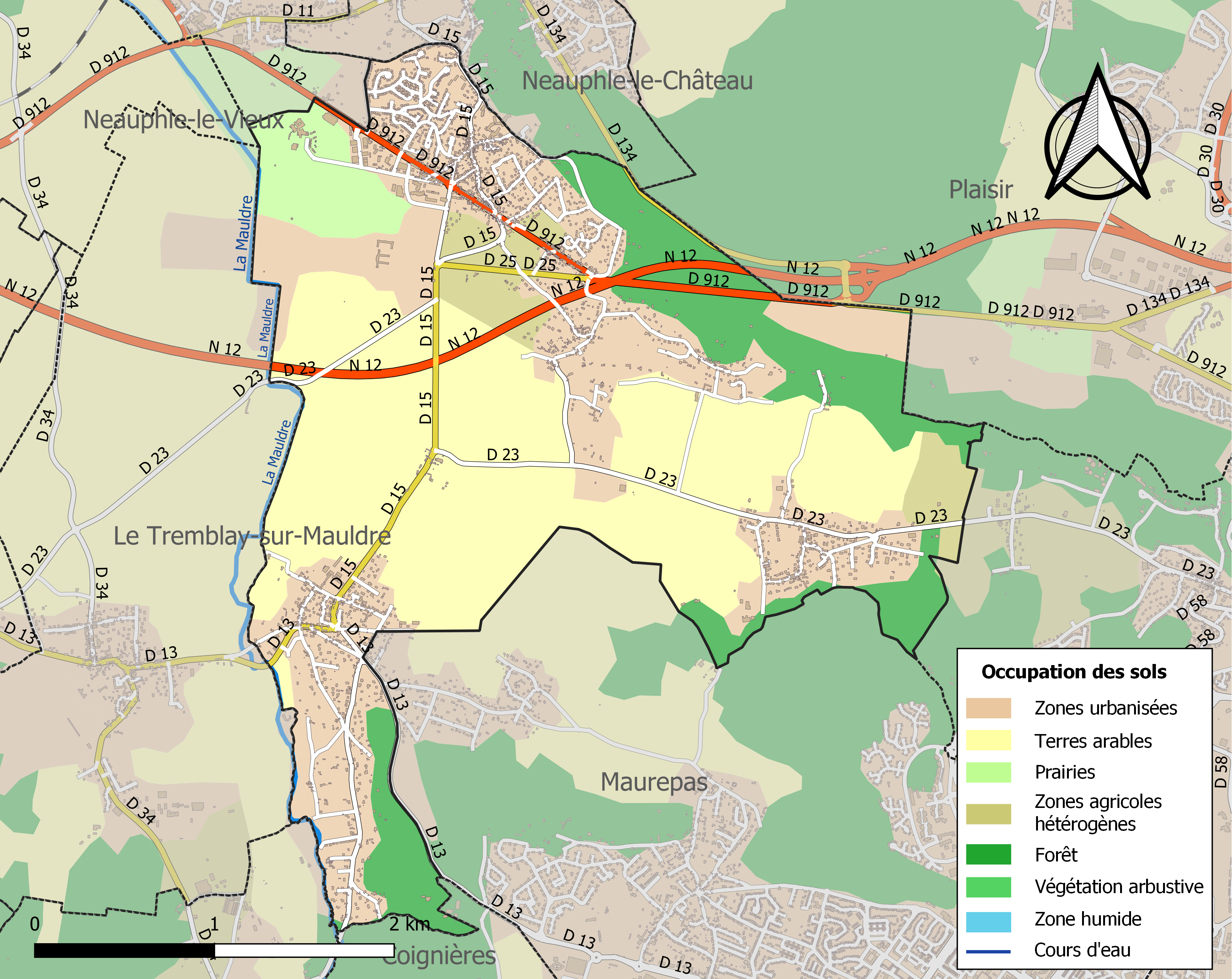
Carte des infrastructures et de l'occupation des sols de la commune en 2018 (CLC).

Le tableau ci-dessous présente l'occupation des sols de la commune en 2018, telle qu'elle ressort de la base de données européenne d’occupation biophysique des sols Corine Land Cover (CLC).
| Type d’occupation                                                                   | Pourcentage | Superficie (en hectares) |
| ----------------------------------------------------------------------------------- | ----------- | ------------------------ |
| Tissu urbain discontinu                                                             | 30,4 %      | 297                      |
| Espaces verts urbains                                                               | 3,9 %       | 38                       |
| Équipements sportifs et de loisirs                                                  | 1,8 %       | 18                       |
| Terres arables hors périmètres d'irrigation                                         | 39,8 %      | 389                      |
| Prairies et autres surfaces toujours en herbe                                       | 4,3 %       | 42                       |
| Systèmes culturaux et parcellaires complexes                                        | 1,8 %       | 18                       |
| Surfaces essentiellement agricoles interrompues par des espaces naturels importants | 3,5 %       | 34                       |
| Forêts de feuillus                                                                  | 14,5 %      | 142                      |
| Source : Corine Land Cover                                                          |             |                          |

### Lieux-dits, hameaux et écarts
La commune comprend sept hameaux, :
- Pontchartrain, au nord du territoire communal, cœur de la commune, où se trouvent, autour de la mairie, de l'église Saint-Lin et de l'hôpital Saint-Louis, la majorité des commerces de proximité et la plus grande partie de l'habitat ;
- Chennevières, au sud-est de Pontchartrain et y attenant, hameau résidentiel et ancien ; anciennement, lieux humides où prospérait la culture du chanvre[15].
- la Richarderie, à l'est de Chennevières et y attenant, hameau mi-résidentiel mi-rural ;
- Jouars, à l'écart au sud de Pontchartrain, possède une église et comporte que quelques habitations et exploitations rurales ;
- Ergal, à l'extrême est et en limite du territoire communal, attenant au hameau de Launay de la commune d'Élancourt, mi-résidentiel mi-rural ;
- les Mousseaux, au sud de Jouars, en limite du territoire communal et attenant au hameau de Villeneuve (parc aux Loups) de la commune de Maurepas, mi-résidentiel mi-rural avec quelques petites entreprises artisanales ;
- la Dauberie, étendue résidentielle très arborée, en limite de Saint-Rémy-l'Honoré.

Ces deux derniers hameaux forment une sorte d'enclave entre les territoires communaux de Maurepas, Coignières, Saint-Rémy-l'Honoré et Le Tremblay-sur-Mauldre.

### Habitat et logement
En 2018, le nombre total de logements dans la commune était de 2 367, alors qu'il était de 2 111 en 2013 et de 2 058 en 2008.
Parmi ces logements, 90,6 % étaient des résidences principales, 3 % des résidences secondaires et 6,4 % des logements vacants. Ces logements étaient pour 79,9 % d'entre eux des maisons individuelles et pour 19,4 % des appartements.
Le tableau ci-dessous présente la typologie des logements à Jouars-Pontchartrain en 2018 en comparaison avec celle des Yvelines et de la France entière. Une caractéristique marquante du parc de logements est ainsi une proportion de résidences secondaires et logements occasionnels (3 %) supérieure à celle du département (2,6 %) mais inférieure à celle de la France entière (9,7 %). Concernant le statut d'occupation de ces logements, 81,1 % des habitants de la commune sont propriétaires de leur logement (82,4 % en 2013), contre 58,6 % pour les Yvelines et 57,5 % pour la France entière.
| Typologie                                               | Jouars-Pontchartrain | Yvelines | France entière |
| ------------------------------------------------------- | -------------------- | -------- | -------------- |
| Résidences principales (en %)                           | 90,6                 | 91,1     | 82,1           |
| Résidences secondaires et logements occasionnels (en %) | 3                    | 2,6      | 9,7            |
| Logements vacants (en %)                                | 6,4                  | 6,3      | 8,2            |

La commune, qui, avec 9,01 % de logements sociaux en 2017 ne respectait pas ses obligations issues de l'article 55 de la Loi SRU de 2000, a été placée en état de carence en décembre 2016 par le préfet et astreinte au paiement annuel d'une importante pénalité financière. Elle est sortie de cet état de carence et recouvré la maîtrise de la délivrance des permis de construire et du droit de préemption urbain en 2020, pour avoir engagé la construction de 114 logements sociaux,.

### Voies de communication et transports

#### Réseau routier

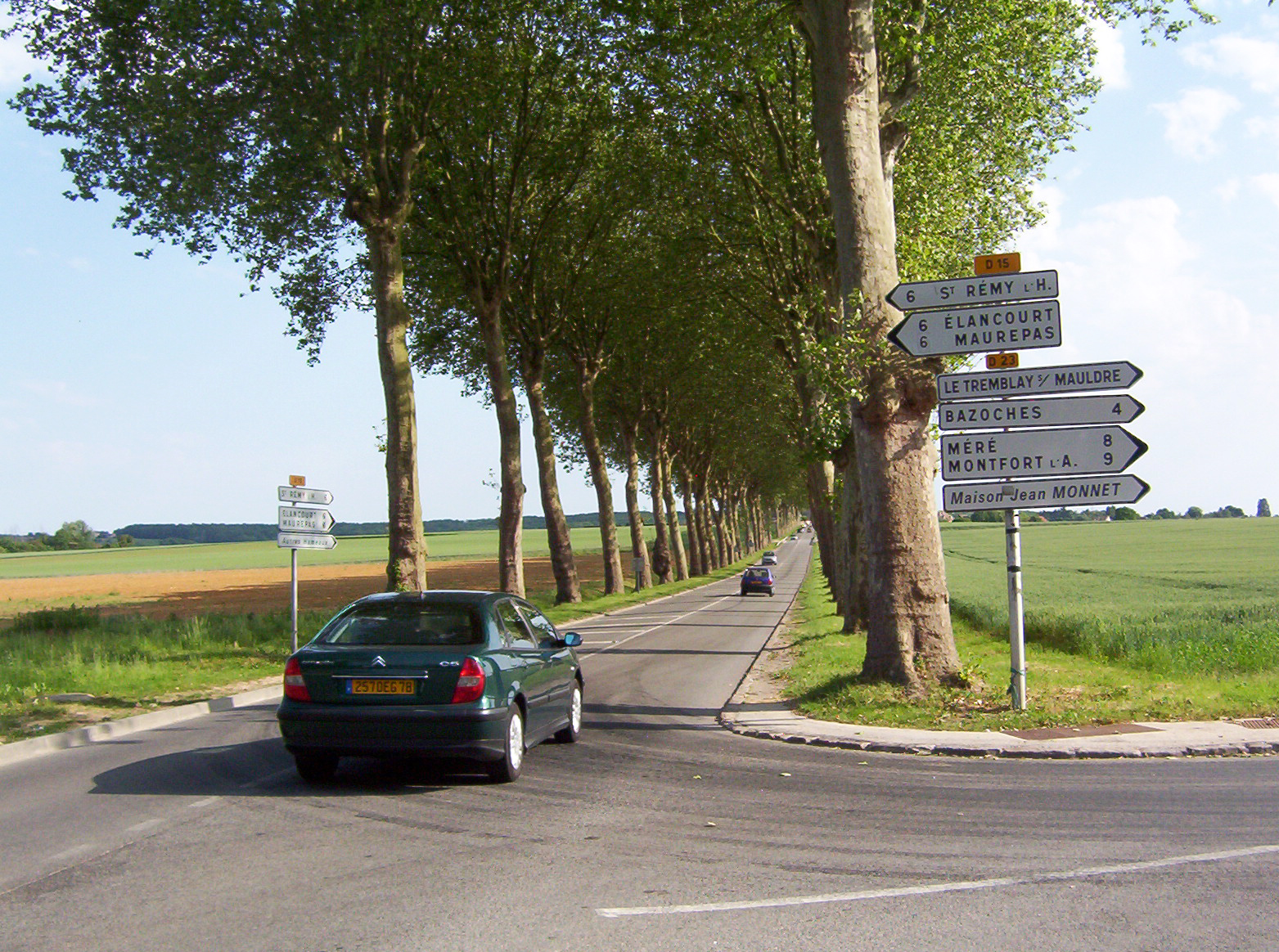
La RD 15 à la sortie de Pontchartrain, vers Jouars, près du site de Diodurum.

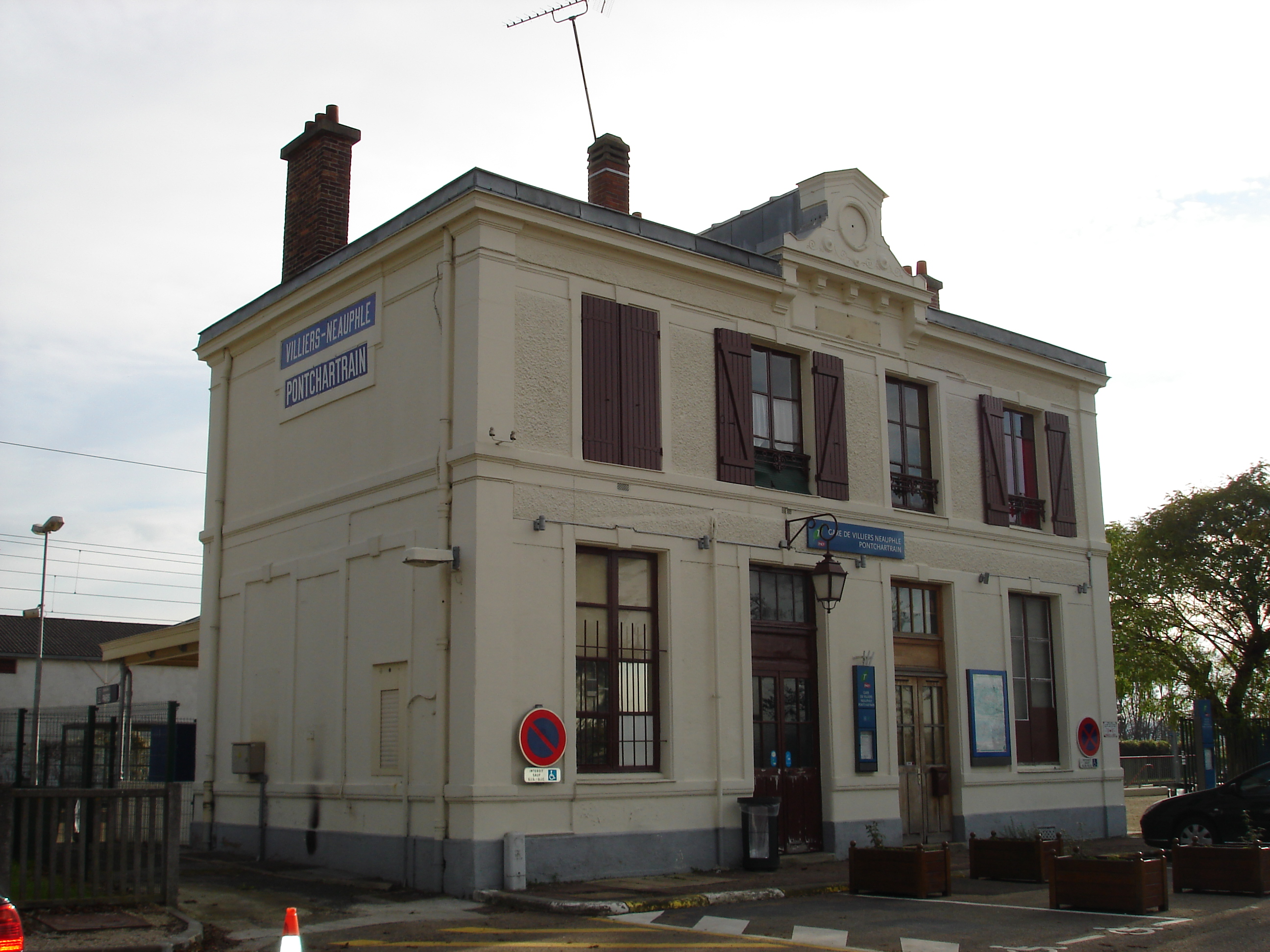
La gare de Villiers - Neauphle - Pontchartrain.

La desserte routière est principalement assurée par la route nationale 12 qui a été déviée en 2003, évitant le bourg principal de Pontchartrain. La déviation, à caractéristiques autoroutières passe en tunnel sous Chennevières et en tranchée au sud du bourg et du château. L'ancien tracé a été déclassé en route départementale 912.
La commune est également traversée :
- dans l'axe nord-sud par la RD 15 (Neauphle-le-Château - hameau des Mousseaux) ;
- dans l'axe est-ouest par la RD 23 (Trappes - Bazoches-sur-Guyonne) ;
- dans le hameau des Mousseaux par la RD 13 (Chevreuse - Montfort-l'Amaury) ;
- au niveau de la forêt de Sainte-Apolline, la RD 134 (Neauphle-le-Château à la RN 12) sert de limite communale entre Jouars-Pontchartrain et Plaisir.

L'avenue du Château qui relie la RD 15 à la RD 912 (ex-RN 12) est numérotée RD 25.

#### Transports en commun
La gare ferroviaire la plus proche est la gare de Villiers - Neauphle - Pontchartrain qui est située à 3 km sur la commune de Villiers-Saint-Fréderic.
La commune est desservie par les lignes 5, 7, 14, 40, 61 , DF, M, P, Q et V du réseau de bus Centre et Sud Yvelines et par la ligne 78 du réseau de bus Île-de-France Ouest.

## Toponymie

### Jouars
La localité est mentionnée sous les formes Joreium, Jorreyum, Jotrum en 1351.
Le nom de Jouars est issu, par évolution phonétique romane, de Diodurum, avec passage habituel de l’initiale di- à j- comme pour diurnus donnant « jour ». Ce toponyme est composé avec le gaulois devo-, « dieu» et en seconde position duro, en latin durum, qui signifie « oppidum, forteresse, porte ». Duro est précédé d’un -ó- de liaison accentué qui a plus ou moins abouti à des terminaisons en -erre ou –eurre dans le Nord de la France. « Forteresse divine », nom de la cité gallo-romaine qui se trouvait un peu plus au sud de l'agglomération actuelle, au bord de la Mauldre.

### Pontchartrain
Le nom de la localité est attesté sous la forme latinisée [apud] Pontem Carnutensis en 1156 - 1157
Il s'agit d'une formation toponymique médiévale en Pont-, suivi de l'adjectif chartrain signifiant « de (la route de) Chartres ». Il s'agit d'un ancien lieu-dit correspondant à un pont sur la Mauldre sur la voie qui dans l'antiquité et au Moyen Âge reliait Paris à Chartres. On trouve trois autres Pontchartrain, un sur la commune de Brézolles (Eure-et-Loir, Decidam de Pontecharten au XIIe siècle, un sur la commune de Saint-Mard-de-Reno (Orne, apud Pontem Chartem en 1226) et un sur la commune de Moutiers-au-Perche (Orne), ancienne route royale du Libérot. Ce type toponymique est le reflet de l'importance de la cité épiscopale de Chartres au Moyen Âge.
L'élément de toponyme chartrain est issu de carnutum (carnotu), suivi du suffixe -anum (-anu) qui a donné *chartain, altéré en Chartrain d'après le nom de la ville, c'est-à-dire « terre des carnutes », ethnie gauloise qui occupait la région de Chartres et à laquelle elle a donné son nom. Aussi le toponyme Pontchartrain indique-t-il toujours une limite territoriale entre les Carnutes et d'autres tribus gauloises : Pontchartrain à Jouars marquait ainsi la frontière entre les Carnutes et les Parisii.

## Histoire
Le territoire de Jouars-Pontchartrain est habité depuis la plus haute antiquité. Des vestiges datant du néolithique ont été trouvés à l'occasion du chantier de la déviation de la RN 12.
Le site de la ferme d'Ithe, situé au bord de la Mauldre et à l'ouest du hameau de Jouars, mais sur le territoire communal du Tremblay-sur-Mauldre, correspond à une ancienne agglomération gallo-romaine du nom de Diodurum ou Divo durum, une des plus grandes agglomérations secondaires recensées en Île-de-France. Le site du Diodurum, prospecté depuis le milieu du XXe siècle. Les données  montrent qu’il occupe une surface d’environ 40 ha. La séquence chronologique reconnue, du début du Ier siècle av. J.-C. jusqu’aux Ve-VIe siècles, et la très bonne conservation des niveaux archéologiques associés à un contexte humide en font un site d’exception. L’agglomération se développe dans la vallée de La Mauldre, au carrefour de plusieurs voies allant vers d'autres agglomérations gallo-romaines : Le Vieil-Évreux, Dreux, Chartres, Orléans, Sens, Paris, Beauvais par les Mureaux. C’est un vicus comme l'atteste par un fragment d’inscription. Nœud de communication se situant aux confins du territoire des Carnutes, à proximité de la Gaule Belgique et possédant des caractéristiques pré-urbaines, ce vicus est un des candidats pour être le lieu consacré de l'assemblée des druides évoqué par César.
Par la suite, l'agglomération se développa plus haut le long de la route venant de Neauphle-le-Château, avant de décliner durablement à partir du VIe siècle.
Le développement du bourg de Pontchartrain est lié à la déviation au XVIIe siècle de la route de Paris à Dreux qui passait auparavant par Neauphle-le-Château, qui fut décidée par le comte de Maurepas, alors propriétaire du château et avait pour but de faciliter le trafic en évitant la montée dangereuse vers la butte de Neauphle.
Par la suite, le bourg prospéra en fonction de la circulation sur cette route importante du royaume.

## Politique et administration

### Rattachements administratifs et électoraux

#### Rattachements administratifs
Antérieurement à la loi du 10 juillet 1964, la commune faisait partie du département de Seine-et-Oise. La réorganisation de la région parisienne en 1964 fit que la commune appartient désormais au département des Yvelines] et à son arrondissement de Rambouillet après un transfert administratif effectif au 1er janvier 1968. 
Elle faisait partie de 1801 à 1976 du canton de Chevreuse de Seine-et-Oise puis des Yvelines, année où elle rejoint le canton de Montfort-l'Amaury. Dans le cadre du redécoupage cantonal de 2014 en France, cette circonscription administrative territoriale a disparu, et le canton n'est plus qu'une circonscription électorale.

#### Rattachements électoraux
Pour les élections départementales, la commune est membre depuis 2014 du canton d'Aubergenville
Pour l'élection des députés, elle fait partie de la dixième circonscription des Yvelines.

### Intercommunalité
Jouars-Pontchartrain est membre de la communauté de communes Cœur d'Yvelines, un établissement public de coopération intercommunale (EPCI) à fiscalité propre créé en 2004 et auquel la commune a transféré un certain nombre de ses compétences, dans les conditions déterminées par le code général des collectivités territoriales.

### Jumelages
- Hammond (États-Unis) depuis 1998, voir Hammond, Louisiana sur WP anglophone.
- Cella (Espagne) depuis 2004.

## Équipements et services publics

### Enseignement
La commune dispose :
- une école maternelle publique (Hélène-Boucher) ;
- une école élémentaire publique (Jacques-Prévert) ;
- un collège public (Saint-Simon).
- un conservatoire de Musique et de Danse (CMDJP)

## Population et société

### Démographie

#### Évolution démographique
L'évolution du nombre d'habitants est connue à travers les recensements de la population effectués dans la commune depuis 1793. Pour les communes de moins de 10 000 habitants, une enquête de recensement portant sur toute la population est réalisée tous les cinq ans, les populations de référence des années intermédiaires étant quant à elles estimées par interpolation ou extrapolation. Pour la commune, le premier recensement exhaustif entrant dans le cadre du nouveau dispositif a été réalisé en 2004.

En 2022, la commune comptait 5 965 habitants, en évolution de +6,73 % par rapport à 2016 (Yvelines : +2,72 %, France hors Mayotte : +2,11 %).
| 1793  | 1800  | 1806  | 1821  | 1831  | 1836  | 1841  | 1846  | 1851  |
| ----- | ----- | ----- | ----- | ----- | ----- | ----- | ----- | ----- |
| 1 286 | 1 331 | 1 199 | 1 243 | 1 304 | 1 445 | 1 490 | 1 543 | 1 507 |

| 1856  | 1861  | 1866  | 1872  | 1876  | 1881  | 1886  | 1891  | 1896  |
| ----- | ----- | ----- | ----- | ----- | ----- | ----- | ----- | ----- |
| 1 486 | 1 509 | 1 526 | 1 419 | 1 419 | 1 323 | 1 345 | 1 407 | 1 389 |

| 1901  | 1906  | 1911  | 1921  | 1926  | 1931  | 1936  | 1946  | 1954  |
| ----- | ----- | ----- | ----- | ----- | ----- | ----- | ----- | ----- |
| 1 350 | 1 365 | 1 226 | 1 157 | 1 363 | 1 245 | 1 298 | 1 363 | 1 540 |

| 1962  | 1968  | 1975  | 1982  | 1990  | 1999  | 2004  | 2006  | 2009  |
| ----- | ----- | ----- | ----- | ----- | ----- | ----- | ----- | ----- |
| 1 753 | 2 159 | 2 549 | 3 774 | 4 282 | 4 569 | 4 932 | 5 047 | 5 239 |

| 2014  | 2019  | 2022  | - | - | - | - | - | - |
| ----- | ----- | ----- | - | - | - | - | - | - |
| 5 278 | 5 772 | 5 965 | - | - | - | - | - | - |

#### Pyramide des âges
En 2018, le taux de personnes d'un âge inférieur à 30 ans s'élève à 34,8 %, soit en dessous de la moyenne départementale (38 %). À l'inverse, le taux de personnes d'âge supérieur à 60 ans est de 23,7 % la même année, alors qu'il est de 21,7 % au niveau départemental.
En 2018, la commune comptait 2 785 hommes pour 2 930 femmes, soit un taux de 51,27 % de femmes, légèrement inférieur au taux départemental (51,32 %).
Les pyramides des âges de la commune et du département s'établissent comme suit.
| Hommes | Classe d’âge | Femmes |
| ------ | ------------ | ------ |
| 0,9    | 90 ou +      | 3,2    |
| 6,7    | 75-89 ans    | 8,3    |
| 13,9   | 60-74 ans    | 14,4   |
| 22,1   | 45-59 ans    | 20,6   |
| 19,9   | 30-44 ans    | 20,4   |
| 15,3   | 15-29 ans    | 14,0   |
| 21,3   | 0-14 ans     | 19,2   |

| Hommes | Classe d’âge | Femmes |
| ------ | ------------ | ------ |
| 0,6    | 90 ou +      | 1,4    |
| 6      | 75-89 ans    | 7,8    |
| 13,5   | 60-74 ans    | 14,8   |
| 20,7   | 45-59 ans    | 20,1   |
| 19,6   | 30-44 ans    | 19,9   |
| 18,5   | 15-29 ans    | 16,8   |
| 21,2   | 0-14 ans     | 19,2   |

### Manifestations culturelles et festivités
- Festival de musique cajun. [réf. nécessaire]

## Culture locale et patrimoine

### Lieux et monuments
- Le château de Pontchartrain a été construit au XVIIe siècle pour la famille Phélypeaux, mais largement remanié aux XVIIIe et XIXe siècles.
- Église Saint-Martin, située dans le hameau de Jouars, datant du XIIe siècle. Le clocher est couvert d'une coupole depuis le XVIIe siècle.
- Le Gai relais, un édifice érigé au XVIIIe siècle, place du Maréchal-Foch, classé monument historique depuis 2002.
- Église Saint-Lin, dans le village de Pontchartrain datant du début du XXe siècle.
- Monument aux morts
- Les ruines de la ferme cistercienne d'Ithe et de la cité gallo-romaine de Diodorum[42], site archéologique

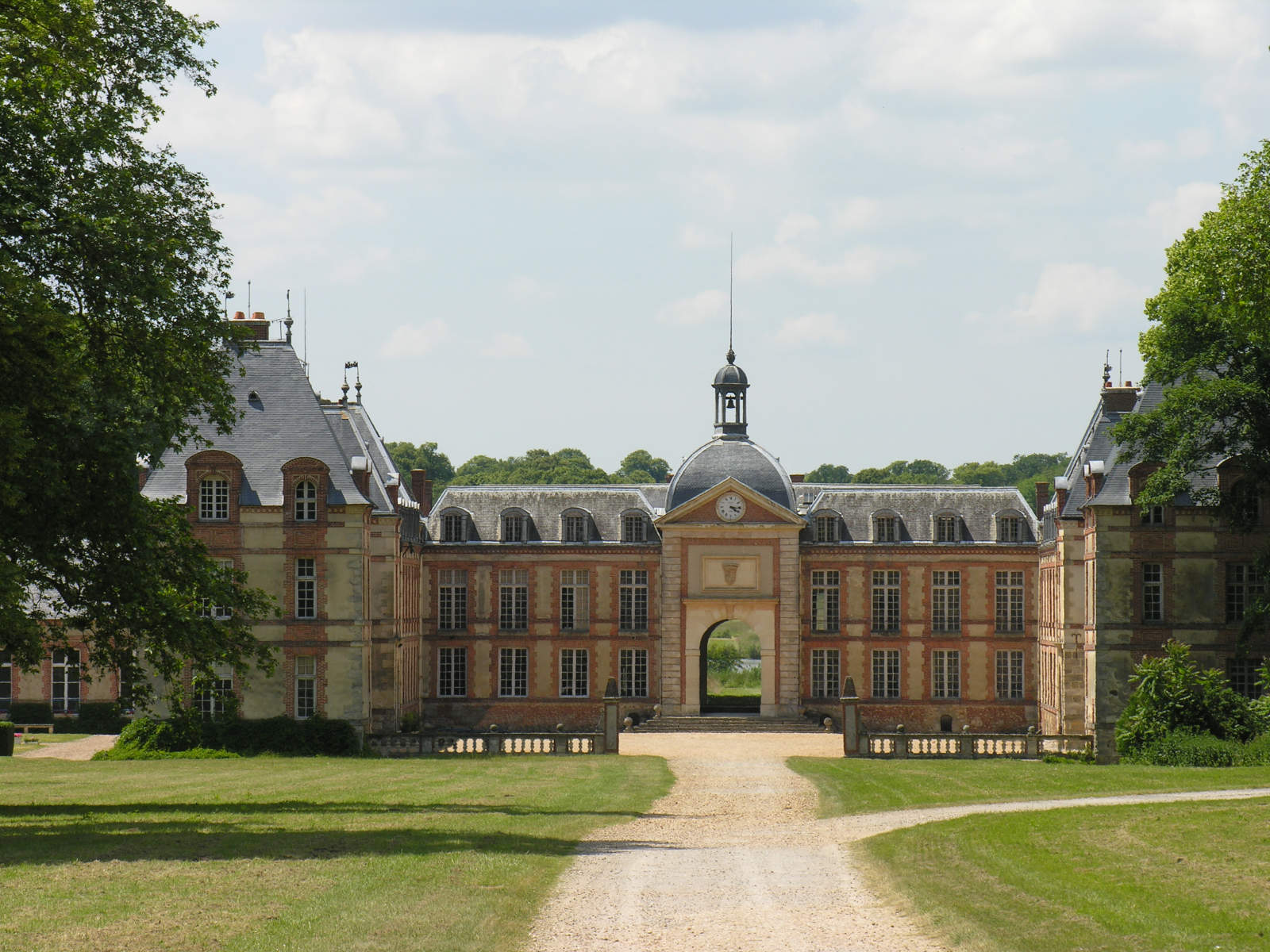
Le château de Pontchartrain.
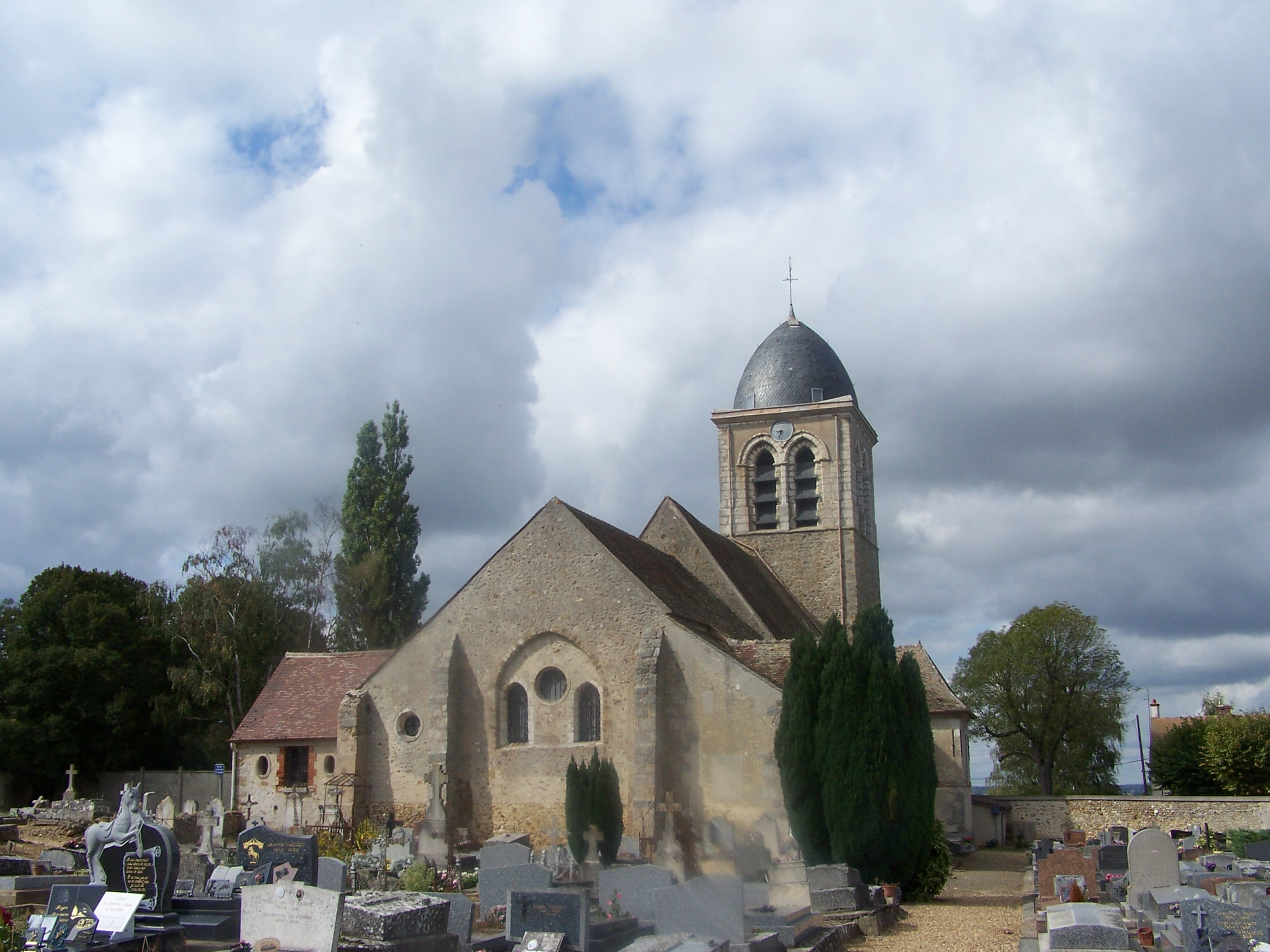
L'église Saint-Martin dans le hameau de Jouars.
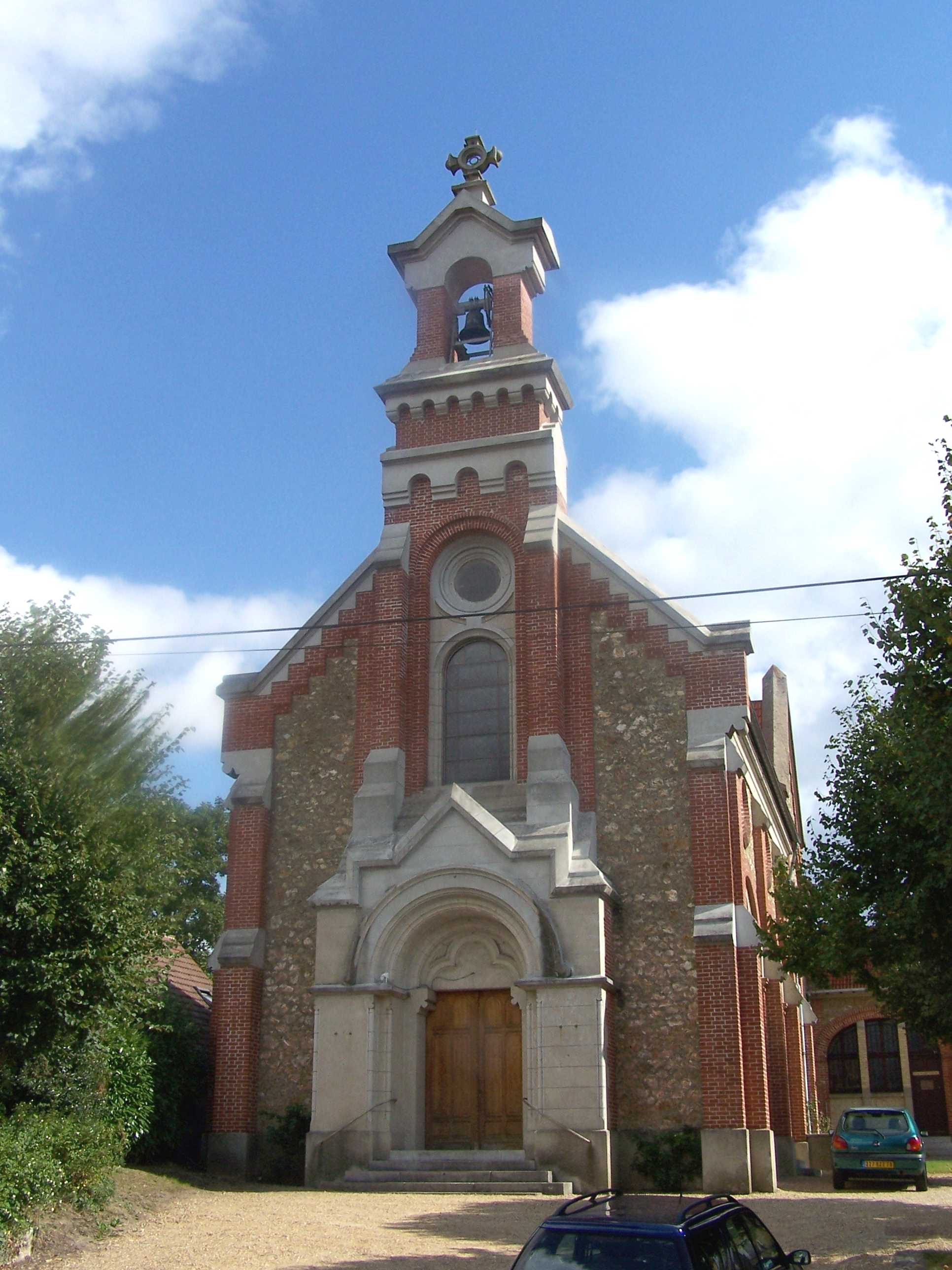
L'église Saint-Lin à Pontchartrain.
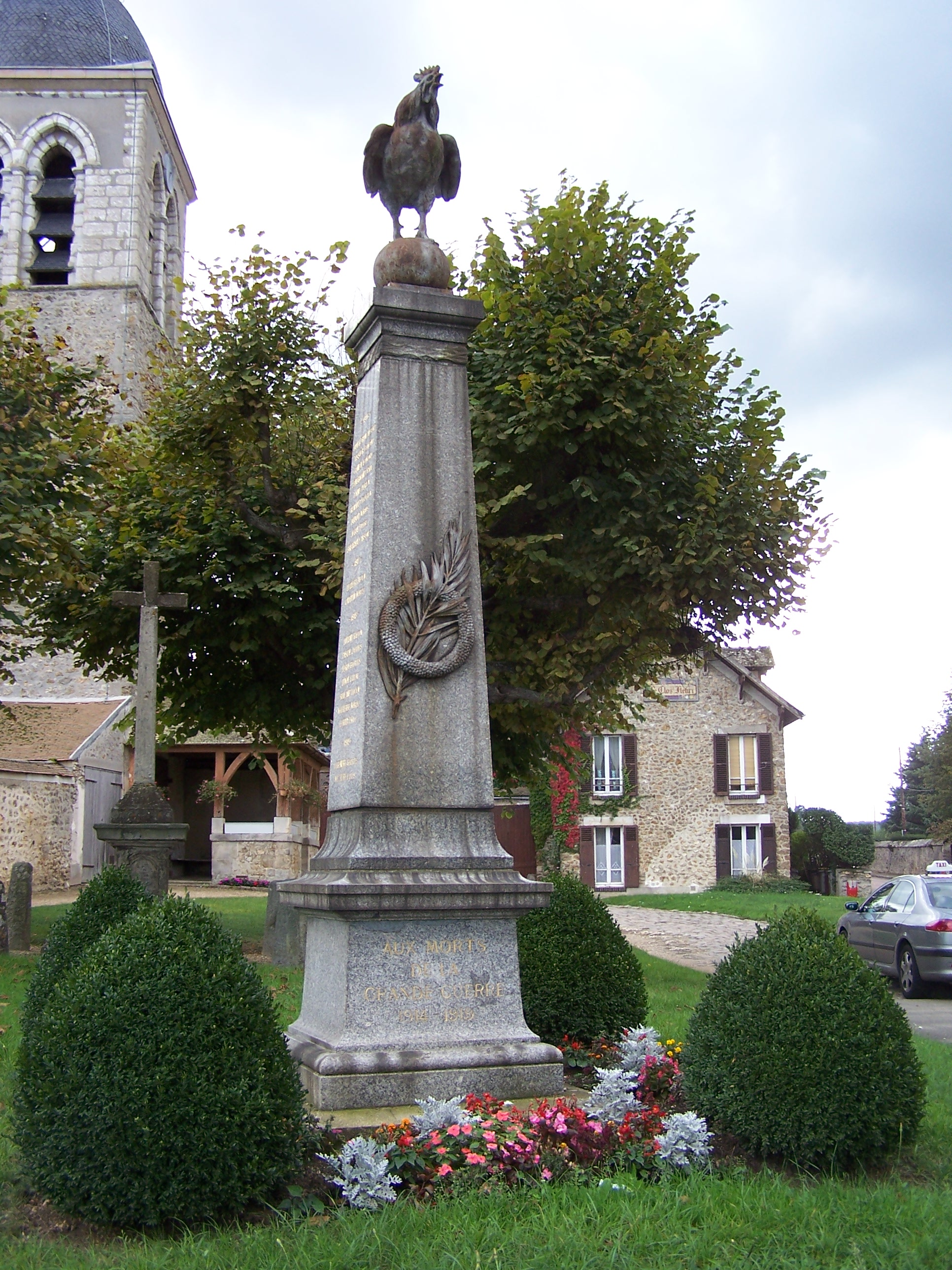
Le monument aux morts.

### Personnalités liées à la commune
- Auguste Dreyfus, (1827-1897), financier, industriel et collectionneur d'art, acquit, restaura et agrandit le Château de Pontchartrain à la fin du XIXe siècle ;
- André Eugène Costilhes (1865-1940)[43], artiste-peintre, vécut à Pontchartrain, route du château, entre 1925 et son décès. Il est inhumé dans le cimetière communal ;
- Raymond Delange (Jouars-Pontchartrain 1898 - Paris 1976), général français, Compagnon de la Libération[44].
- Robert Dalban, (1903-1987), comédien, est inhumé dans le cimetière communal ;
- Yves Allégret, (1905-1987), réalisateur, a vécu dans la commune et y serait inhumé. Selon le site landru cimetières[45], après enquête, il aurait été en fait incinéré a Valenton et ne reposerait donc pas ici ;
- Alain Poiré, (1917-2000), producteur de cinéma, est inhumé aux côtés de Robert Dalban ;
- Roger Lhermitte, (1920-2016), météorologue et ingénieur français, naturalisé américain, pionnier du développement du radar météorologique à effet Doppler y est né ;

### Héraldique
| Blason de Jouars-Pontchartrain | Blason  | De sinople au pont alésé d'or au chef de gueules semé de quartefeuilles d'or. |
| Blason de Jouars-Pontchartrain | Détails | Le statut officiel du blason reste à déterminer.                              |